# Olof Hultman
Henning Olof Hultman, född 9 maj 1890 i Ramnäs, Västmanland, död 10 mars 1962 i Uppsala, var en svensk målare och tecknare.
Han var son till provinsialläkaren Henning Hultman och Göthilda Undén samt från 1924 gift med Mimmi Eleonora Svensson (1896–1995). Hultman studerade periodvis under åren 1911–1920 för Carl Wilhelmson. Separat ställde han ut i bland annat Karlskrona, Malmö, Ronneby, Västerås och Gävle. Han medverkade i samlingsutställningar med Sveriges allmänna konstförening. Hans konst består av motiv från den bibliska världen, porträtt, interiörer, blommor och landskapsmålningar från Mellan- och Sydsverige i olja eller akvarell. Makarna Hultman är begravda på Vaksala kyrkogård utanför Uppsala.